# Fürst Moritz
Die Bleierzgrube Fürst Moritz lag im Freudenberger Stadtteil Niederndorf im westlichen Siegerland. Die Grube lag an der Grenze zu Niederfischbach noch im Bergrevier Siegen II.
Sie bestand aus den Einzelgruben Wasserkaute und Neuer Bleiberg (in Oberschelden), die später mit Oberster Bleiberg, Neue Wasserkaute, Ottilie aus Oberschelden und Junge Ottilie (* 23. Dezember 1872) konsolidierten. Weitere Konsolidationen:
| - Adenberg - Alexander | - Drachenfels - St. Georg | - Gnomenburg, verliehen 18. Dezember 1866 |

1856 wurde die Grube erstmals verliehen. Ein in diesem Jahr angehauener Tiefer Stollen erreichte später eine Länge von 328,6 m. Bis 1861 wurden 1.550 t Bleierz gefördert. 1859 wurden zudem noch 27 t Kupfererz gefördert. 1860 waren 45 Belegschaftsmitglieder beschäftigt. Ein Gesenk ging bis auf 82 m Teufe, die Gesamtteufe lag bei 160 m. 1893 wurde die Förderung vorübergehend eingestellt. In den folgenden Jahrzehnten wurde öfters nur sporadisch gefördert. In den 1930er Jahren fanden Untersuchungen auf der Grube statt. 1943 wurde der Betrieb aber ganz eingestellt und die Grube stillgelegt. Die Gesamtförderung betrug außerdem 3.773 t Eisenerz.
Förderraten
| - 1857: 230 t Bleierz - 1858: 218 t Bleierz | - 1859: 325 t Bleierz - 1860: 352 t Bleierz | - 1862: 124 t Bleierz |

Als Gangmittel dienten zwei Erzgänge. Der Wasserkauter Gang war etwa 40 m lang und 0,5–1,5 m mächtig. Geführt wurden Spateisenstein mit Blei-, Zink- und Kupfererzen. Der Bleiberger Gang dagegen enthielt hauptsächlich Bleiglanz und silberhaltiges Fahlerz.